# Emiko Yagumo
Emiko Yagumo (八雲 恵美子, Yagumo Emiko), parfois orthographié Emiko Yakumo, est une actrice japonaise née le 15 août 1903 et morte le 13 janvier 1979. Son vrai nom est Chiyoko Tamano (玉野 千代子, Tamano Chiyoko).

## Biographie
À 17 ans, Chiyoko Tamano suit des cours de dance de style Yamamura-ryu. À 18 ans, elle s'enfuit de chez elle pour suivre un amoureux à Shanghai, à son retour au Japon, elle devient geisha. Elle entre à la Shōchiku en 1926 et apparait pour la première fois sur les écrans dans Hatsukoi de Heinosuke Gosho (1926), son nom de scène est Emiko Yagumo.
Elle change son nom de scène en Rieko Yagumo (八雲 理恵子, Yagumo Rieko) en 1934 et tourne encore dans une dizaine de films. Elle se retire du monde du cinéma en 1938. Plus tard, elle ouvre une société de produits de beauté. 
Emiko Yagumo a tourné dans 110 films entre 1926 et 1937.

## Filmographie partielle

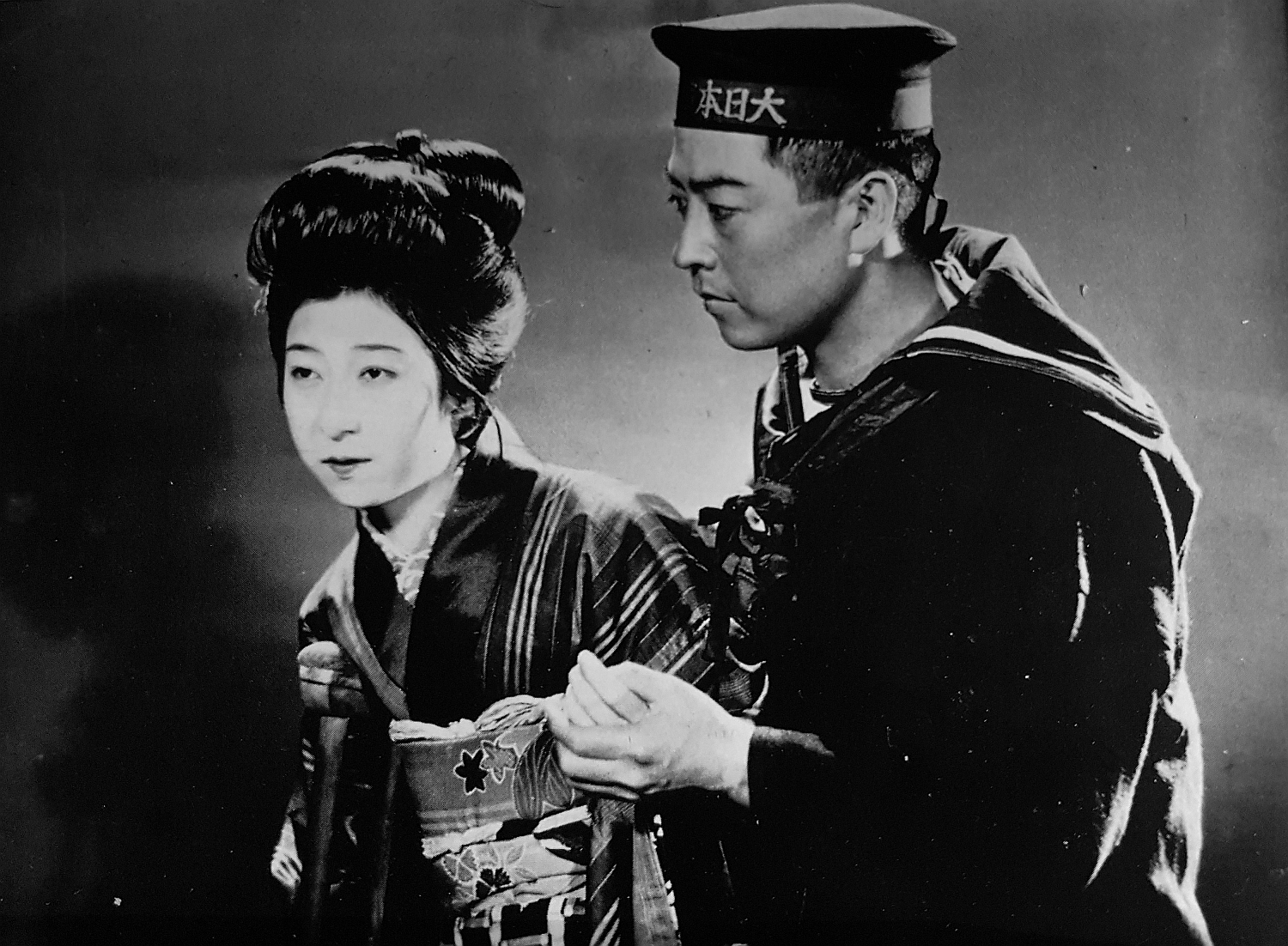
Emiko Yagumo et Ryūji Ishiyama dans La Fiancée du village (1928).

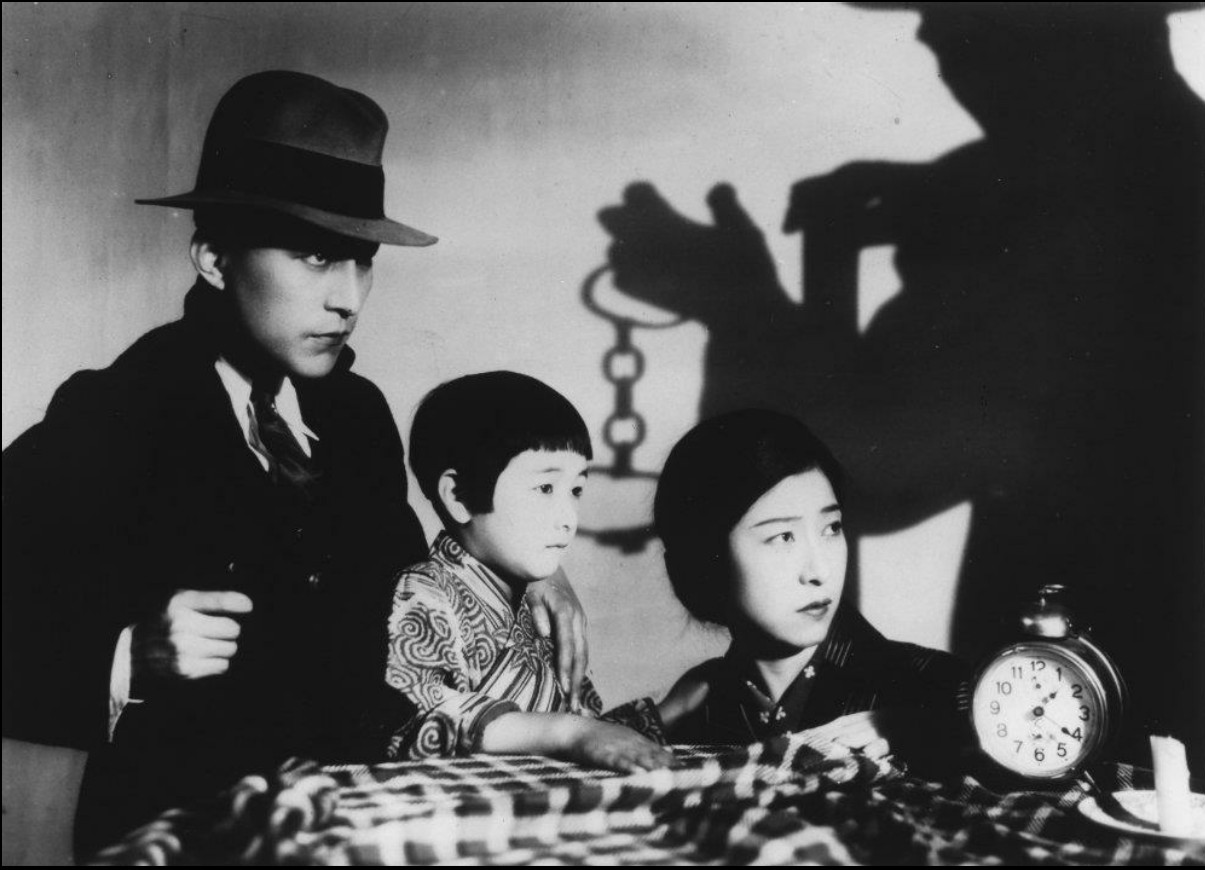
Tokihiko Okada, Mitsuko Ichimura et Emiko Yagumo dans L'Épouse de la nuit (1930).

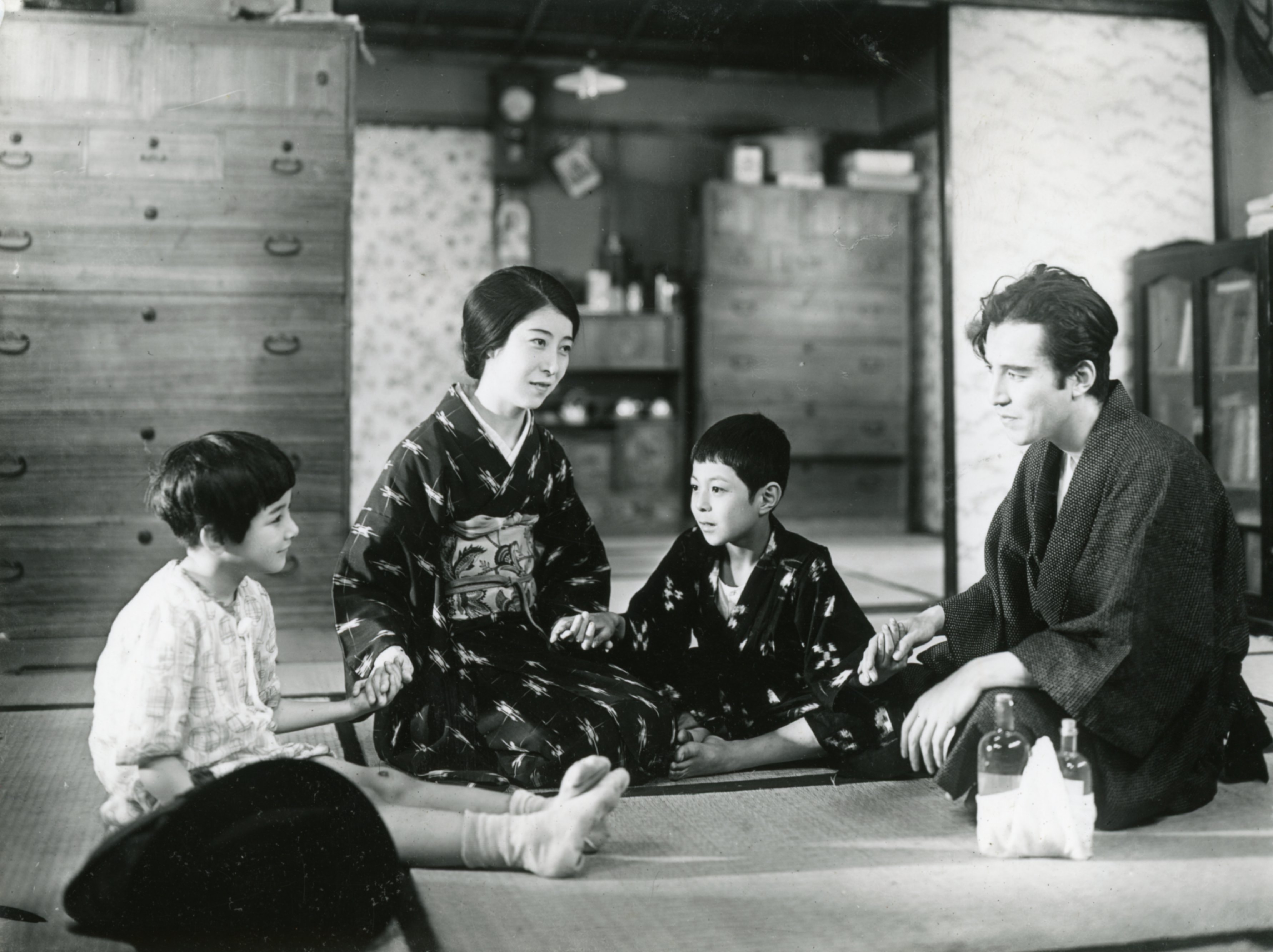
Hideko Takamine, Emiko Yagumo, Hideo Sugawara et Tokihiko Okada dans Le Chœur de Tokyo (1931).

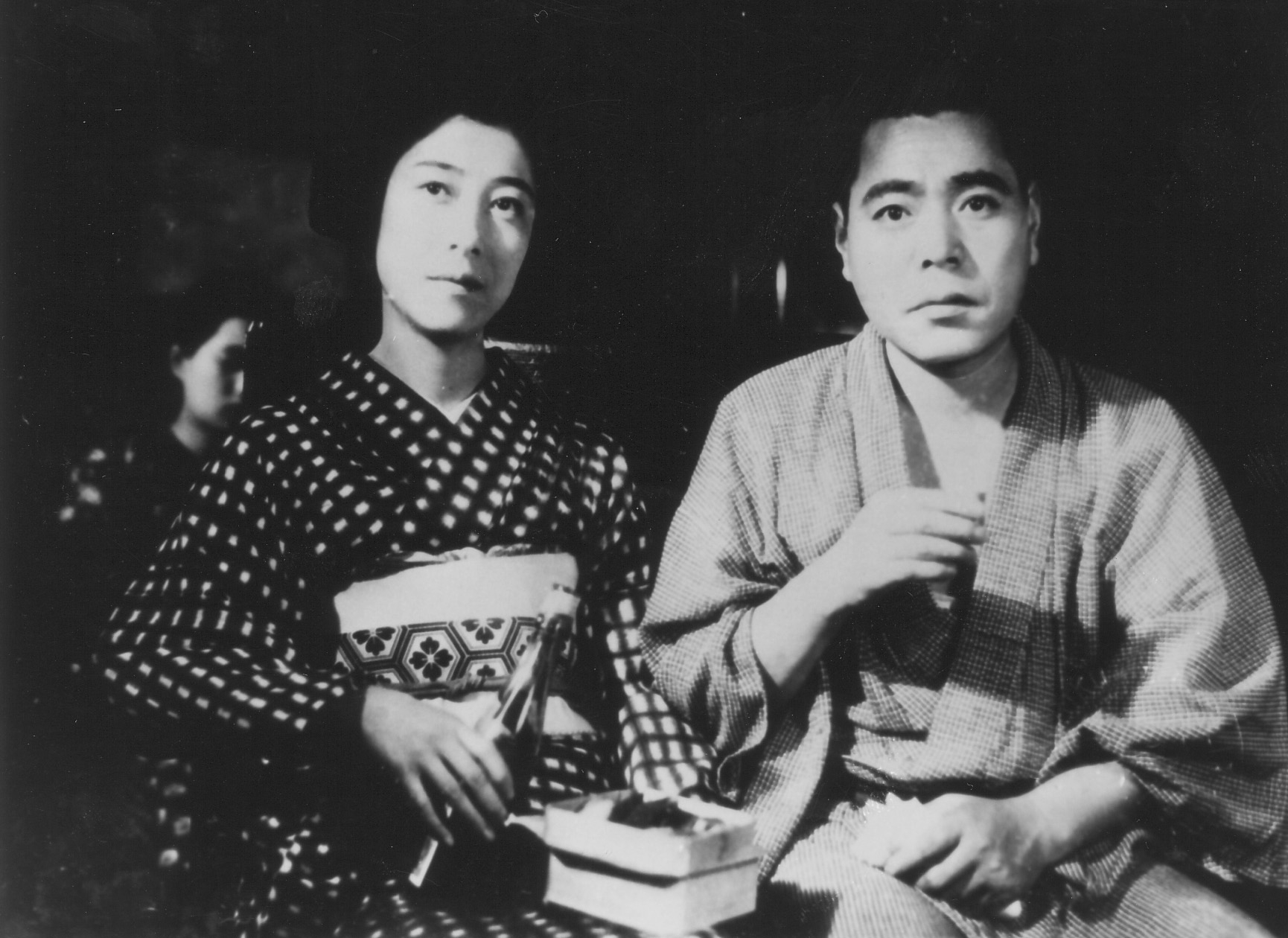
Emiko Yagumo et Takeshi Sakamoto dans Histoire d'herbes flottantes (1934).

### Années 1920
- 1926 : Premier amour (初恋, Hatsukoi?) de Heinosuke Gosho
- 1926 : Un Blanc-bec (お坊ちゃん, Obotchan?) de Yasujirō Shimazu : Suzuko
- 1926 : Un amour de mère (母よ恋し, Haha-yo koishi?) de Heinosuke Gosho
- 1926 : Ningen ai (人間愛?) de Shigeyoshi Suzuki
- 1926 : Kiri no naka no tomoshibi (霧の中の灯?) de Shigeyoshi Suzuki
- 1926 : Une jeune fille (娘, Musume?) de Heinosuke Gosho
- 1926 : Le Sifflet de bambou (帰らぬ笹笛, Kaeranu sasabue?) de Heinosuke Gosho
- 1926 : Kyokuba-dan no shimai (曲馬団の姉妹?) de Shigeyoshi Suzuki et Torajirō Saitō
- 1926 : Un bel arc-en-ciel (虹晴れ, Nijibare?) de Yasujirō Shimazu
- 1926 : Elle (彼女, Kanojo?) de Heinosuke Gosho
- 1927 : Trois filles (三人の娘, Sannin no musume?) de Hiroshi Shimizu
- 1927 : Un rêve honteux (恥しい夢, Hazukashii yume?) de Heinosuke Gosho
- 1927 : La Jeune Fille mécanique (からくり娘, Karakuri musume?) de Heinosuke Gosho
- 1927 : L'amour est enfant de bohème (恋は曲者, Koi wa kusemono?) de Hiroshi Shimizu : Yoko Kitamura
- 1927 : Le Ciel en flamme (炎の空, Honoo no sora?) de Hiroshi Shimizu : Reiko Okawa
- 1927 : Les Larmes de la vie (人生の涙, Jinsei no namida?) de Hiroshi Shimizu
- 1927 : La Marche de Tokyo (東京行進曲, Tōkyō koshin-kyoku?) de Heinosuke Gosho
- 1928 : La Fiancée du village (村の花嫁, Mura no hanayome?) de Heinosuke Gosho : Oshizu
- 1928 : Onna no isshō (女の一生?) de Yoshinobu Ikeda
- 1928 : Bijin Kashima (美人かし間?) de Hōtei Nomura
- 1928 : Lui et Tokyo (彼と東京, Kare to Tōkyō?) de Kiyohiko Ushihara
- 1928 : Tomioka sensei (富岡先生?) de Hōtei Nomura
- 1928 : Toge no rakuen (棘の楽園?) de Hōtei Nomura
- 1928 : Lui et la campagne (彼と田園, Kare to den'en?) de Kiyohiko Ushihara
- 1928 : Le Roi de la Terre (陸の王者, Riku no ōja?) de Kiyohiko Ushihara : Hidematsu
- 1929 : Un père et son fils (親父とその子, Oyaji to sono ko?) de Heinosuke Gosho
- 1929 : Perle éternelle (不壊の白珠, Fue no shiratama?) de Hiroshi Shimizu : Toshie Mizuno

### Années 1930
- 1930 : Les Sœurs de la revue (レヴューの姉妹, Revū no shimai?) de Yasujirō Shimazu : Ruriko Shiratori
- 1930 : Une beauté (麗人, Reijin?) de Yasujirō Shimazu : Yuriko
- 1930 : L'Épouse de la nuit (その夜の妻, Sono yo no tsuma?) de Yasujirō Ozu : Mayumi Hashizume
- 1930 : Un visage dans la brume (霧の中の曙, Kiri no naka no akebono?) de Hiroshi Shimizu
- 1931 : La Voie lactée (銀河, Ginga?) de Hiroshi Shimizu : Michiko
- 1931 : Nikutai no bōfū (肉体の暴風?) de Tsutomu Shigemune
- 1931 : Bōfū-u no bara (暴風雨の薔薇?) de Hōtei Nomura
- 1931 : Le Chœur de Tokyo (東京の合唱, Tōkyō no kōrasu?) de Yasujirō Ozu : la femme d'Okajima
- 1932 : Le Tokyo des amours (恋の東京, Koi no Tōkyō?) de Heinosuke Gosho
- 1932 : Les 47 Rōnin I (忠臣蔵 前篇 赤穂京の巻, Chūshingura: Akō Kyō no maki?) de Teinosuke Kinugasa
- 1932 : Les 47 Rōnin II (忠臣蔵 後篇 江戸の巻, Chūshingura: Edo no maki?) de Teinosuke Kinugasa
- 1933 : Koi zange (恋ざんげ?) de Tsutomu Shigemune
- 1933 : Kinō no onna・kyō no onna (昨日の女・今日の女?) de Keisuke Sasaki
- 1933 : Tenryū kudareba (天竜下れば?) de Hōtei Nomura
- 1933 : Risō no otto (理想の良人?) de Tsutomu Shigemune
- 1933 : Chinchōge (沈丁花?) de Hōtei Nomura
- 1934 : Histoire d'herbes flottantes (浮草物語, Ukikusa monogatari?) de Yasujirō Ozu : Otaka
- 1935 : Eikyū no ai: Zenpen (永久の愛 前篇?) de Yoshinobu Ikeda
- 1935 : Eikyū no ai: Kōhen (永久の愛 後篇?) de Yoshinobu Ikeda
- 1936 : Hirenge (悲恋華?) de Yasushi Sasaki
- 1936 : Haha no omokage (母の面影?) de Keisuke Sasaki
- 1936 : Les Montagnes de la passion (感情山脈, Kanjō sanmyaku?) de Hiroshi Shimizu
- 1936 : Ofumi no hyōban (お芙美の評判?) de Keisuke Sasaki
- 1937 : Midare Shimada (みだれ島田?) de Seiichi Ina
- 1937 : Les Lumières d’Asakusa (浅草の灯, Asakusa no hi?) de Yasujirō Shimazu